# Деррік Фейворс
Деррік Бернард Фейворс (англ. Derrick Bernard Favors, нар. 15 липня 1991, Атланта, США) — американський професіональний баскетболіст, важкий форвард і центровий, останньою командою якого була «Оклахома-Сіті Тандер» з НБА.

## Ігрова кар'єра

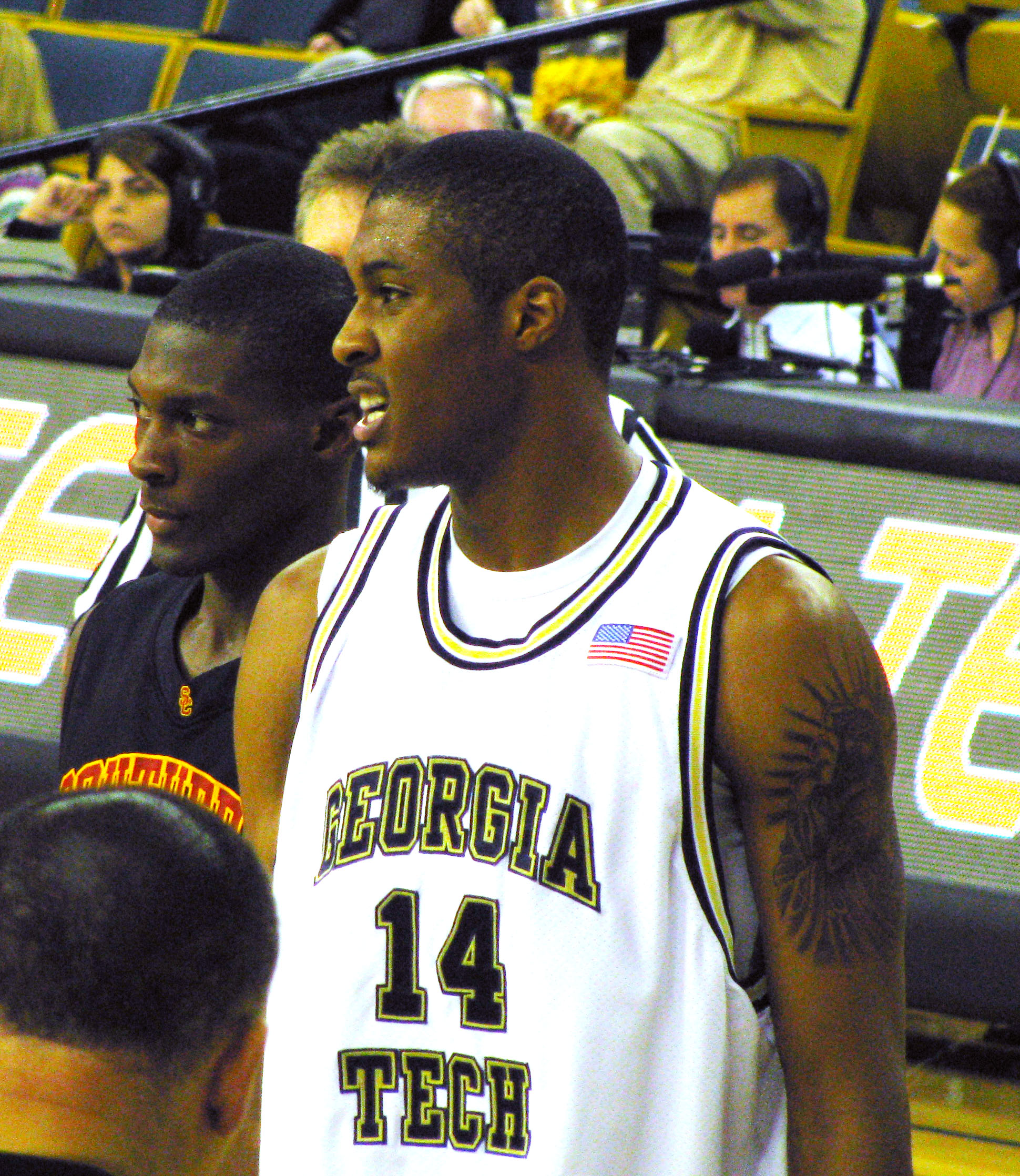
Фейворс у студентські роки

Починав грати у баскетбол у команді старшої школи південної Атланти (Атланта, Джорджія), де вважався одним з найкращих гравців США свого віку. Приводив школу до чемпіонства штату. На університетському рівні грав за команду Джорджія Тек (2009–2010). 
2010 року був обраний у першому раунді драфту НБА під загальним 3-м номером командою «Нью-Джерсі Нетс». Захищав кольори команди з Нью-Джерсі протягом одного сезону.
2011 року став гравцем «Юта Джаз», куди перейшов разом з Девіном Гаррісом в обмін на Дерона Вільямса. 1 листопада 2014 року у матчі проти «Фінікс Санс» набрав 32 очки, що стало для нього найрезультативнішим показником у кар'єрі. 12 листопада 2015 року у матчі проти «Маямі Гіт» зробив 7 блок-шотів, що стало його особистим рекордом. 5 грудня 2015 року оновив свою планку результативності, набравши 35 очок у матчі проти «Індіана Пейсерс».
13 березня 2018 року зробив своє 3,602-е підбирання в майці «Юти» та зайняв 10-те місце за цим показником в історії клубу, обійшовши Мехмета Окура.
11 січня 2019 року в матчі проти «Лос-Анджелес Лейкерс» зробив 13 підбирань та обігнав Грега Остертага (3,978) у списку найбільш підбираючих в історії франшизи, зайнявши четверту сходинку. 2 березня в матчі проти «Мілвокі Бакс» набрав 23 очки та рекордні для себе 18 підбирань.
7 липня 2019 року був обміняний до «Нью-Орлінс Пеліканс».
25 листопада 2020 року повернувся до «Юти», підписавши трирічний контракт.
30 липня 2021 року перейшов до «Оклахоми».

## Статистика виступів в НБА

### Регулярний сезон
| Сезон             | Команда                | GP  | GS  | MPG  | FG%  | 3P%  | FT%  | RPG | APG | SPG | BPG | PPG  |
| ----------------- | ---------------------- | --- | --- | ---- | ---- | ---- | ---- | --- | --- | --- | --- | ---- |
| 2010–11           | «Нью-Джерсі Нетс»      | 56  | 23  | 19.5 | .511 | .000 | .612 | 5.3 | .4  | .3  | .7  | 6.3  |
| 2010–11           | «Юта Джаз»             | 22  | 4   | 20.2 | .529 | .000 | .561 | 5.2 | .8  | .5  | 1.2 | 8.2  |
| 2011–12           | «Юта Джаз»             | 65  | 9   | 21.2 | .499 | .000 | .649 | 6.5 | .7  | .6  | 1.0 | 8.8  |
| 2012–13           | «Юта Джаз»             | 77  | 8   | 23.2 | .482 | .000 | .688 | 7.1 | 1.0 | .9  | 1.7 | 9.4  |
| 2013–14           | «Юта Джаз»             | 73  | 73  | 30.2 | .522 | .000 | .669 | 8.7 | 1.2 | 1.0 | 1.5 | 13.3 |
| 2014–15           | «Юта Джаз»             | 74  | 74  | 30.8 | .525 | .167 | .669 | 8.2 | 1.5 | .8  | 1.7 | 16.0 |
| 2015–16           | «Юта Джаз»             | 62  | 59  | 32.0 | .515 | .000 | .709 | 8.1 | 1.5 | 1.2 | 1.5 | 16.4 |
| 2016–17           | «Юта Джаз»             | 50  | 39  | 23.7 | .487 | .300 | .615 | 6.1 | 1.1 | .9  | .8  | 9.5  |
| 2017–18           | «Юта Джаз»             | 77  | 77  | 28.0 | .563 | .222 | .651 | 7.2 | 1.3 | .7  | 1.1 | 12.3 |
| 2018–19           | «Юта Джаз»             | 76  | 70  | 23.2 | .586 | .218 | .675 | 7.4 | 1.2 | .7  | 1.4 | 11.8 |
| 2019–20           | «Юта Джаз»             | 51  | 49  | 24.4 | .617 | .143 | .563 | 9.8 | 1.6 | .6  | .9  | 9.0  |
| 2020–21           | «Юта Джаз»             | 68  | 0   | 15.3 | .638 | .000 | .738 | 5.5 | .6  | .5  | 1.0 | 5.4  |
| 2021–22           | «Оклахома-Сіті Тандер» | 39  | 18  | 16.7 | .516 | .125 | .640 | 4.7 | .6  | .4  | .3  | 5.3  |
| Усього за кар'єру | Усього за кар'єру      | 790 | 503 | 24.3 | .534 | .198 | .663 | 7.1 | 1.1 | .7  | 1.2 | 10.6 |

### Плей-оф
| Сезон             | Команда           | GP | GS | MPG  | FG%  | 3P%  | FT%  | RPG | APG | SPG | BPG | PPG  |
| ----------------- | ----------------- | -- | -- | ---- | ---- | ---- | ---- | --- | --- | --- | --- | ---- |
| 2012              | «Юта Джаз»        | 4  | 1  | 29.0 | .417 | .000 | .586 | 9.5 | .5  | 1.3 | 1.5 | 11.8 |
| 2017              | «Юта Джаз»        | 11 | 2  | 20.5 | .581 | .000 | .478 | 5.5 | .9  | .7  | .5  | 7.5  |
| 2018              | «Юта Джаз»        | 11 | 9  | 26.0 | .618 | .400 | .485 | 5.2 | 1.2 | .7  | 1.0 | 9.3  |
| 2019              | «Юта Джаз»        | 5  | 2  | 20.6 | .639 | .000 | .684 | 7.4 | .8  | .8  | 1.8 | 11.8 |
| 2021              | «Юта Джаз»        | 11 | 0  | 13.2 | .696 | —    | .556 | 4.2 | .3  | .2  | .9  | 3.4  |
| Усього за кар'єру | Усього за кар'єру | 42 | 14 | 20.8 | .587 | .250 | .549 | 5.7 | .8  | .6  | 1.0 | 7.8  |